# Florin Tița
Florin Tița (né le 21 août 1998 à Constanța) est un lutteur roumain, spécialiste de gréco-romaine.
Il remporte la médaille d’argent lors des Championnats d’Europe 2019 dans son pays, dans la catégorie des moins de 55 kg.